# Anton Egon von Fürstenberg

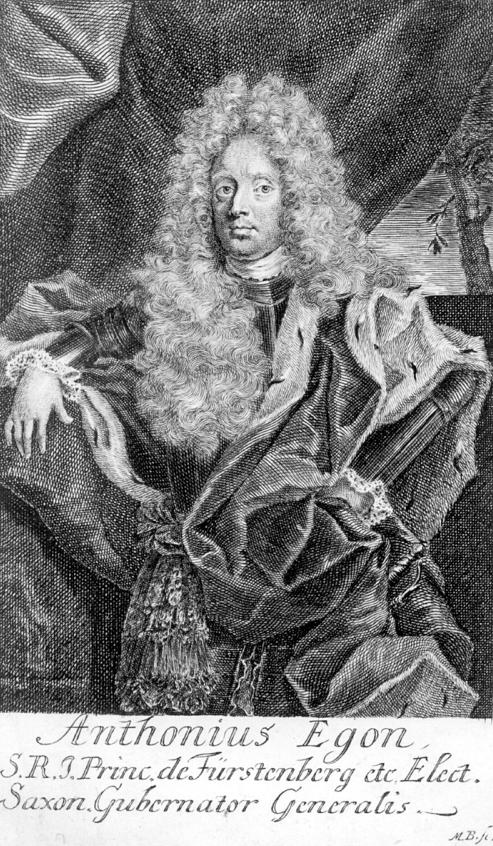
Anton Egon von Fürstenberg.

Anton Egon von Fürstenberg-Heiligenberg, född den 23 april 1656 i München, död den 10 oktober 1716 på jaktslottet i Wermsdorf, var en tysk furste. Han var son till Hermann Egon von Fürstenberg och brorson till Franz Egon och Wilhelm Egon von Fürstenberg.
Fürstenberg stod i stor gunst hos kurfursten August den starke av Sachsen och var under dennes frånvaro i Polen 1697–1706 och 1709–1711 ståthållare i Sachsen. Han skildras i samtida memoarer som en intrigant och obetydlig man; de reformplaner han först sökte förverkliga uppgav han snart i den sachsiska adelns intresse. Med honom utslocknade furstelinjen Fürstenberg-Heiligenberg.